# Cilleruelo de San Mamés
Cilleruelo de San Mamés ist ein Ort und eine nordspanische Gemeinde (municipio) mit 35 Einwohnern (Stand: 2024) in der Provinz Segovia in der Autonomen Gemeinschaft Kastilien-León.

## Lage und Klima
Die Gemeinde Cilleruelo de San Mamés liegt etwa 56 km (Fahrtstrecke) nordöstlich von Segovia in einer mittleren Höhe von ca. 980 m. Das Klima ist im Winter rau, im Sommer dagegen gemäßigt bis warm; Regen (ca. 570 mm/Jahr) fällt übers Jahr verteilt.

## Bevölkerungsentwicklung
| Jahr      | 1970 | 1981 | 1991 | 2001 | 2011 | 2021 |
| Einwohner | 122  | 81   | 73   | 47   | 42   | 34   |

## Sehenswürdigkeiten

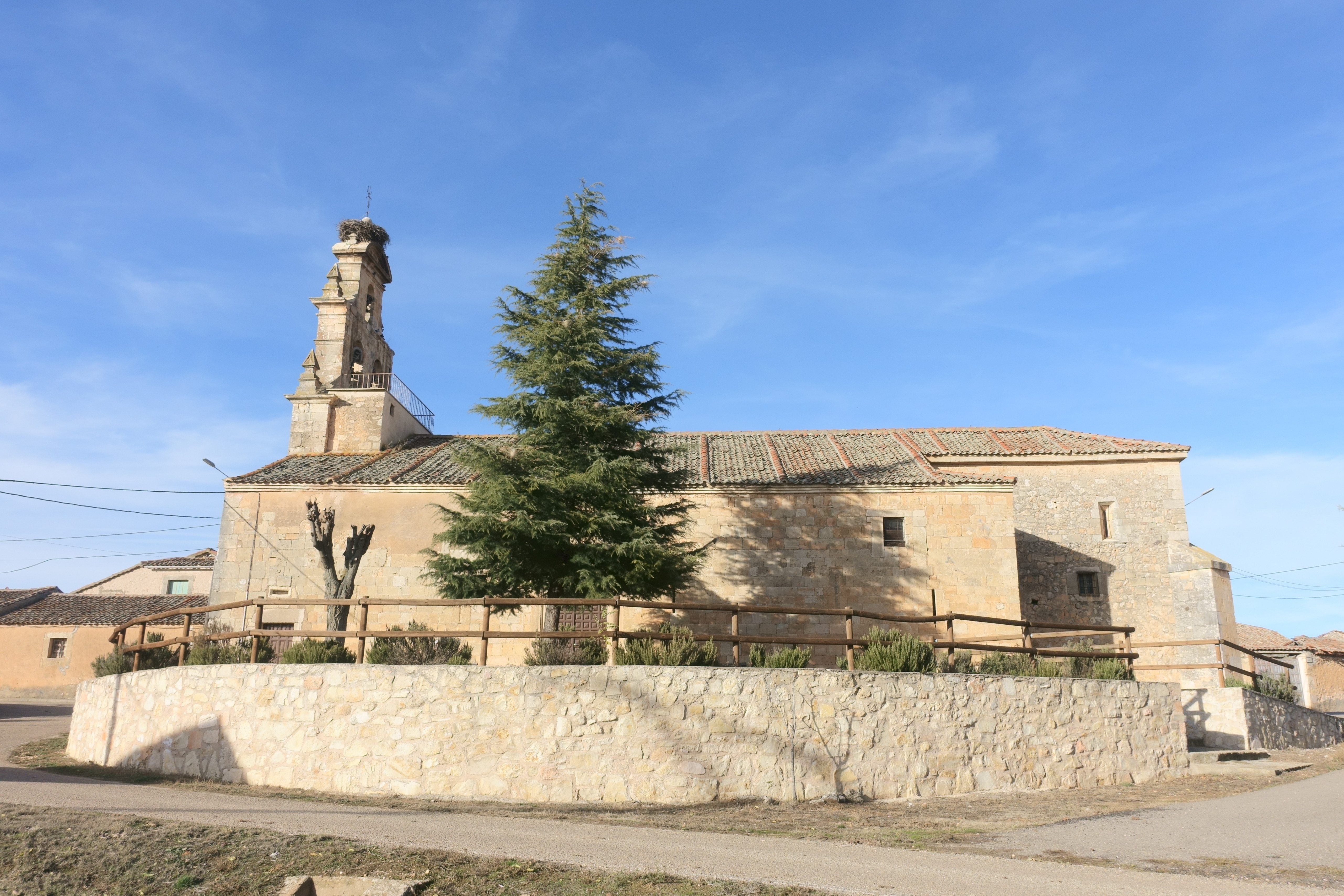
Mameskirche
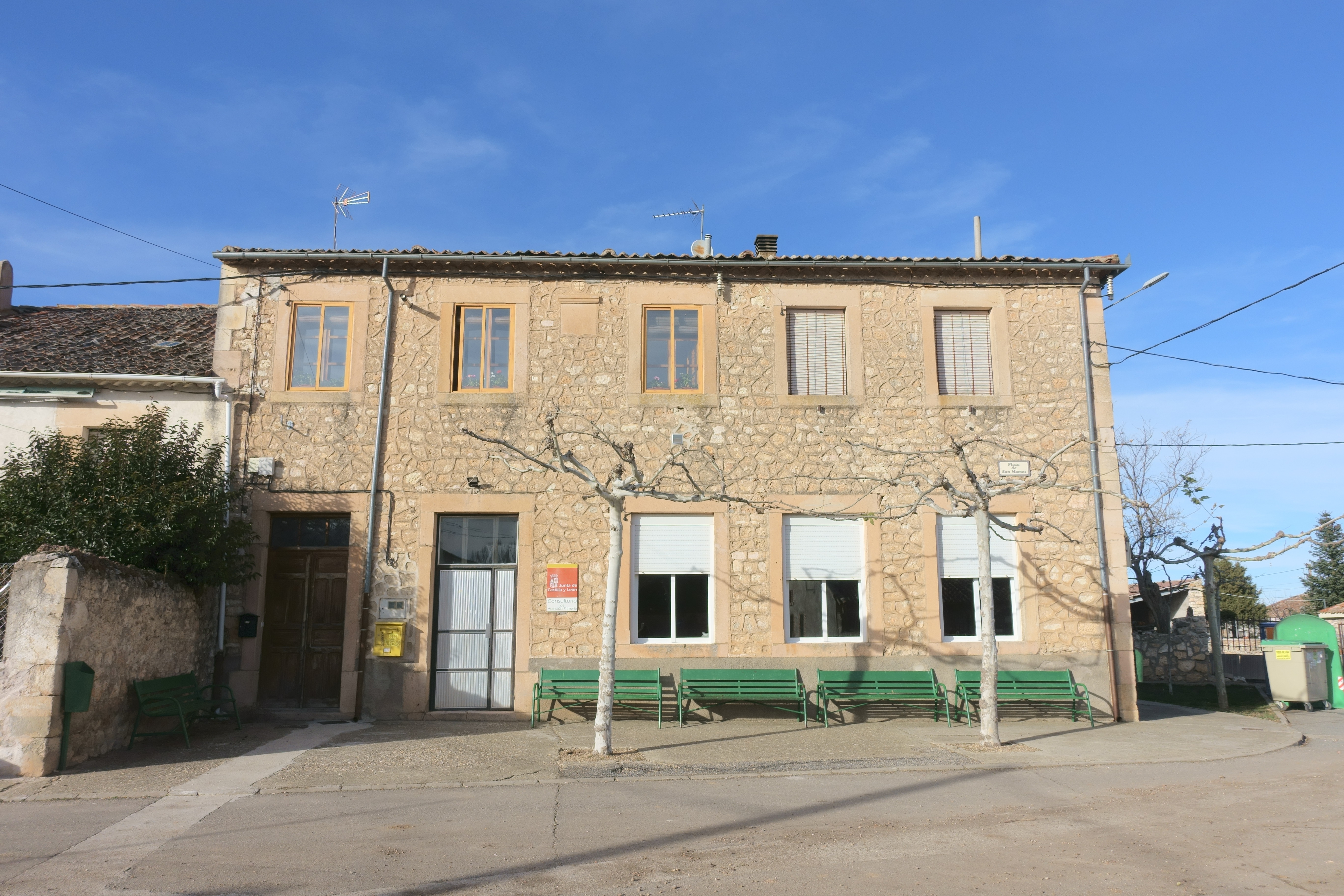
Reste der Heiliger-Vater-Kapelle

- Mameskirche
- Rathaus